# Aliança franco-americana
A aliança franco-americana é o nome com que ficou conhecida a aliança de 1778 entre a França de Luís XVI e os Estados Unidos durante a Revolução Americana.
Foi um pacto em que a França fornecia dinheiro e armas com a condição de que os Estados Unidos entrassem em uma guerra de longa escala contra o Reino Unido.

## Literatura
- Stockley, Andrew (2001). Britain and France at the Birth of America: The European Powers and the Peace Negotiations of 1782–1783. Exeter: University of Exeter Press. ISBN 0859896153.